# Рудник Булаван
Рудник Булаван — гірничодобувне підприємство на філіппінському острові Негрос, призначене для розробки однойменного золотого родовища.
Рудник організувала компанія Philex Mining Corporation (найбільш відома своїм мідним рудником Падкал на острові Лусон). Розробка родовища підземним методом стартувала в 1996 році із продуктивністю у 2 тисячі тонн руди на добу, при цьому перші два роки найбільш якісну руду мали переробляти за технологією «вугілля в пульпі». Надалі розраховували наростити потужність і перейти до використання флотації та ціанування.
Загальні запаси Булаван оцінювались у 20,6 млн тонн руди із середнім вмістом 2,42 грама золота на тонну. Втім, невдовзі падіння цін на головний продукт змусило переглянути обсяги запасів, а в 2002-му через нерентабельність рудник поставили на консервацію.
Станом на кінець 2010-х обсяг ресурсів Булаван оцінювали у 23,9 млн тонн руди із середнім вмістом 1,91 грама золота на тонну.